# Zork Zero
Zork Zero (kompletter Titel Zork Zero: The Revenge of Megaboz, englisch für Zork Null: Die Rache des Megaboz) ist ein Textadventure von Infocom aus dem Jahre 1988. Im Gegensatz zu früheren, puristischen Infocom-Spielen enthält Zork Zero ein grafisches Interface.

## Handlung
Zork Zero spielt zeitlich vor den acht zuvor veröffentlichten Spielen im Zork-Universum. Im Jahr 789 GUE ließ König Dimwit Flathead eine Statue zu seinen eigenen Ehren erbauen, die so groß war, dass das Fublio Valley komplett im Schatten lag. Ein Bewohner dieses Tales, der Zauberer Megaboz the Magnificent, war darüber so erbost, dass er über den König, seine Familie und das gesamte Reich einen Fluch aussprach und anschließend verschwand. Die Hofzauberer konnten den Fluch mit einem Gegenzauber vorübergehend aufhalten, aber in absehbarer Zeit würde der Fluch das gesamte Reich vernichten. 94 Jahre später ist es soweit: Der Jahrestag des Fluchs ist angebrochen, die Vernichtung steht unmittelbar bevor. Der Spieler spielt einen Abenteurer, der den Fluch aufheben will, um das vom aktuellen König Wurb Flathead ausgelobte halbe Königreich als Belohnung einzustreichen. Hierzu muss er 24 der königlichen Familie gehörende Gegenstände finden, in einem Kessel platzieren und ein magisches Wort über den Kessel sprechen. Auf seiner Suche nach den 24 Gegenständen bereist der Spieler das gesamte Reich sowie einige metaphorische Orte jenseits der bekannten Welt.

## Spielprinzip und Technik
Zork Zero ist ein Textadventure mit einigen grafischen Elementen. Umgebung und Geschehnisse werden als Bildschirmtext aus- und die Handlungen des Spielers ebenfalls als Text über die Tastatur eingegeben. In optischer Hinsicht geht das Spiel über die Ansätze des Vorgängers Beyond Zork hinaus und bietet neben einer grafischen Einfassung des Spielbildschirms und einer interaktiven Navigationskarte auch mit der Maus bedienbare Menüs, ein illustriertes Lexikon des Spieluniversums sowie grafisch illustrierte Minigames. Einige Rätsel des Spiels lassen sich nicht durch Studieren der Spieltexte lösen, sondern erfordern eine Analyse der Grafiken durch den Spieler, was in technischer Hinsicht eine Abkehr vom reinen Textadventure bedeutete.
Zork Zero enthält über 200 Räume, über 100 Objekte und so viele Rätsel wie die drei Spiele der Zork-Trilogie zusammen. Der Parser versteht über 1600 Wörter. Zum Vergleich: Enchanter, das 1983 ursprünglich als Zork IV auf den Markt kommen sollte, enthält 74 Räume und 33 Objekte.

## Produktionsnotizen
Als Beilagen („Feelies“) enthielt Zork Zero einen gedruckten Kalender mit Porträts wichtiger Figuren des Spieluniversums, den Plan eines Labyrinths sowie eine (nachgedruckte) handschriftliche Notiz. Diese Beilagen werden im Spiel referenziert und stellen mithin einen Kopierschutz dar.
2019 wurde der Quelltext des Spiels auf dem Software-Entwicklungs-Repository GitHub veröffentlicht.

## Rezeption
In zeitgenössischen Reviews wurden die Benutzerfreundlichkeit (insbesondere der Parser) und die Spieldokumentation positiv hervorgehoben. Kritisiert wurden die streckenweise schlecht ausgearbeitete Handlung, langsame Performance auf Rechnern mit wenig Speicher sowie einzelne Spielelemente, die ohne Funktion für den Spielfortschritt die Spieldauer unnötig in die Länge zögen.
Nick Montfort, Professor für digitale Medien am MIT, analysierte, Steve Meretzky habe die skizzenhaften Spielwelt-Entwürfe von Mark Blank und Dave Lebling (den Zork-Autoren) ausgearbeitet und so ein Prequel geschaffen, das konsistent zum Zork-Universum sei, aber eine andere, weniger düstere Atmosphäre erzeuge.